# Eseratto
| Eseratto                    | Eseratto            |
| --------------------------- | ------------------- |
|                             |                     |
| Tipo                        | Politopo-6 regolare |
| Famiglia                    | Ipercubo            |
| Notazione di Schläfli       | {4,34}              |
| Diagramma di Coxeter-Dynkin |                     |
| 5-facce                     | 12 penteratti       |
| 4-facce                     | 60 tesseratti       |
| Celle                       | 160 cubi            |
| Facce                       | 240 facce quadrate  |
| Spigoli                     | 192                 |
| Vertici                     | 64                  |
| Gruppo di Coxeter           | C6, [34,4]          |

Un eseratto è una forma geometrica regolare di 6 dimensioni spaziali che possiede 64 vertici, 192 spigoli, 240 facce quadrate, 160 celle cubiche, 60 ipercelle tesserattiche, e 12 celle penterattiche(di 5 dimensioni spaziali).
Il nome eseratto deriva dall'unione del prefisso esa- (dal greco ἑξα-, da ἕξ, "sei") con la terminazione di tesseratto.